# ليونيل برودي
ليونيل برودي (بالإنجليزية: Lionel Brodie)‏ هو لاعب كرة مضرب أسترالي، ولد في 28 مايو 1917 في Euroa ‏ في أستراليا، وتوفي في 15 مايو 1995.

## وصلات خارجية
- ليونيل برودي على موقع رابطة محترفي التنس (الإنجليزية)
- ليونيل برودي على موقع أرشيف التنس.كوم (الإنجليزية)